# Beşiktaş JK (piłka nożna)
Beşiktaş Jimnastik Kulübü (JK) (wym. [beˈʃictaʃ]) – turecki klub piłkarski z siedzibą w Stambule.

## Historia
Beşiktaş JK został założony 3 marca 1903 roku. W 1958 po raz pierwszy wystąpił w rozgrywkach o Puchar Europy Mistrzów Krajowych, zaś w 1960 pierwszy raz wygrał Superligę, zdobywając mistrzostwo Turcji. Wraz z Fenerbahçe SK i Galatasaray SK tworzy tzw. wielką trójkę.
Klub posiada także inne sekcje sportowe m.in. koszykówki, siatkówki i piłki ręcznej, a także sekcję e-sportową.

## Sukcesy
| \| \| Zdobyte trofea w rozgrywkach Turcji (stan na: 23-05-2024) \| |                                                           |      |                                                                                                |
| Rozgrywki                                                          | Osiągnięcie                                               | Razy | Sezon(y)                                                                                       |
| · Mistrzostwo                                                      | I miejsce                                                 | 16   | 1957, 1958, 1960, 1966, 1967, 1982, 1986, 1990, 1991, 1992, 1995, 2003, 2009, 2016, 2017, 2021 |
| · Mistrzostwo                                                      | II miejsce                                                | 14   | 1963, 1964, 1965, 1968, 1974, 1985, 1987, 1988, 1989, 1993, 1997, 1999, 2000, 2007             |
| · Mistrzostwo                                                      | III miejsce                                               | 14   | 1961, 1962, 1969, 1996, 2002, 2004, 2006, 2008, 2013, 2014, 2015, 2019, 2020, 2023             |
| Puchar                                                             | zdobywca                                                  | 11   | 1975, 1989, 1990, 1994, 1998, 2006, 2007, 2009, 2011, 2021, 2024                               |
| Puchar                                                             | finalista                                                 | 6    | 1966, 1977, 1984, 1993, 1999, 2002                                                             |
| Superpuchar                                                        | zdobywca                                                  | 10   | 1967, 1974, 1986, 1989, 1992, 1994, 1998, 2006, 2021, 2024                                     |
| Superpuchar                                                        | finalista                                                 | 12   | 1966, 1975, 1977, 1982, 1990, 1991, 1993, 1995, 2007, 2009, 2016, 2017                         |
| Puchar Ligi                                                        | zdobywca                                                  | 1    | 1967                                                                                           |
| Puchar Ligi                                                        | finalista                                                 |      |                                                                                                |
| Turcja                                                             | Zdobyte trofea w rozgrywkach Turcji (stan na: 23-05-2024) |      |                                                                                                |

## Obecny skład
Aktualny na 23 sierpnia 2024
| Nr | Poz. | Piłkarz               |
| -- | ---- | --------------------- |
| 30 | BR   | Ersin Destanoğlu      |
| 34 | BR   | Mert Günok            |
| 94 | BR   | Göktuğ Baytekin       |
| 96 | BR   | Emir Yaşar            |
| 53 | ŚO   | Emirhan Topçu         |
| 6  | ŚO   | Omar Colley           |
| 5  | ŚO   | Tayyip Talha Sanuç    |
| 3  | ŚO   | Gabriel Paulista      |
| 22 | LO   | Bakhtiyor Zaynutdinov |
| 20 | ŚO   | Necip Uysal (capitan) |
| 26 | LO   | Arthur Masuaku        |
| 79 | LO   | Emrecan Terzi         |
| 4  | PO   | Onur Bulut            |
| 2  | PO   | Jonas Svensson        |
| 93 | PO   | Arda Berk Özüarap     |

| Nr | Poz. | Piłkarz             |
| -- | ---- | ------------------- |
| 28 | DP   | Moatasem Al-Musrati |
| 71 | DP   | Jean Onana          |
| 83 | ŚP   | Gedson Fernandes    |
| 8  | ŚP   | Salih Uçan          |
| 73 | ŚP   | Cher Ndour          |
| 21 | ŚP   | Ege Tıknaz          |
| 44 | ŚP   | Fahri Ay            |
| 23 | OP   | Ernest Muci         |
| 7  | PN   | Milot Rashica       |
| 77 | PN   | Can Keleş           |
| 27 | N    | Rafa                |
| 9  | N    | Semih Kılıçsoy      |
| 17 | N    | Ciro Immobile       |
| 10 | N    | Vincent Aboubakar   |